# مدیامارکت
مدیامارکت یک فروشگاه زنجیره‌ای فروش لوازم الکترونیکی مصرفی با شعبه‌های متعدد در سراسر اروپا و آسیا و بزرگترین سامانه خرده فروش لوازم الکترونیکی مصرفی در اروپا و همچنین پس از فروشگاه آمریکایی بهترین خرید یکی از بزرگترین مجموعه فروشگاهی در جهان است.

## تاریخچه
مدیا مارکت توسط کارآفرینان لئوپولد استیفلد، والتر گانز، اریک کلرهالس و هلگا کلرهالس پایه‌ریزی شد. نخستین فروشگاه در ۲۴ نوامبر سال ۱۹۷۹ در مونیخ بازگشایی شد.

### مدیا ورلد
مدیامارکت در ایتالیا بانام تجاری مدیاورلد و با شعار Voglio il mondo (من جهان را می‌خواهم) در حال فعالیت است. مدیاورلد ایتالیا دومین بازار بزرگ ازز جهت تعداد مارک‌ها و برندهای در حال فروش با حدود ۱۱۰ مغازه محسوب می‌شود.

## مالکیت
از فروش هر فروشگاه میزان ۱۰ درصد متعلق به مدیر فروشگاه است. مدیران فروشگاه باید مسئولیت محصولات انبار، محدوده قیمت، پرسنل و هزینه‌های فروشگاه خود را بپذیرند.